# Bohdan Stasjynskyj
Bohdan Mykolajovytj Stasjinskyj (ukrainska: Богдан Микола́йович Сташинський, tyska: Bogdan Nikolajewitsch Staschinski) (född 4 november 1931, Borshtjovytj, Lviv oblast, Ukrainska SSR, Sovjetunionen) är en före detta KGB-agent som utförde morden på de ukrainska nationalistledarna Lev Rebet 1957 och Stepan Bandera 1959 som båda dödades i München, Västtyskland.